# هجوم القلمون الشرقي (سبتمبر–أكتوبر 2016)
كان هجوم القلمون الشرقي هجوما عسكريا واسع النطاق ضد مواقع المعارضين السوريين في جبال القلمون الشرقية في محافظة ريف دمشق والذي أطلقه تنظيم الدولة الإسلامية على الخط الأمامي الذي يزيد على 15 كيلومترا في المنطقة.

## الآثار المترتبة
في 26 أكتوبر، قصف الجيش السوري المناطق الخاضعة لسيطرة داعش في المنطقة. وفي 2 نوفمبر، تجددت الاشتباكات بين داعش والمعارضين، المتمركزين في منطقة جبل الأفاعي.
في 6 نوفمبر، شن المعارضون هجومهم الخاص، وهاجموا مواقع داعش. وذكر المعارضون أنهم استولوا على ثلاث نقاط تفتيش، حيث قتل 7 من مقاتلين داعش و4 من المعارضين في الاشتباكات. مع التطورات الأخيرة، كسر المعارضين الحصار الذي فرضه داعش عليهم في المنطقة وبدأوا التقدم في اتجاه الشمال لاستعادة الأراضي التي استولت عليها الجماعة من قبل.